# The Boys of St. Vincent
The Boys of St. Vincent é um telefilme canadense de 1992, dirigido por John N. Smith para o National Film Board of Canada. 
O roteiro baseia-se em histórias reais ocorridas num orfanato em St. John's, Terra Nova, sobre escândalos de abuso sexual infantil na Igreja Católica Romana.
O filme teve uma sequência no ano seguinte, desta vez para o cinema: The Boys of St. Vincent: 15 Years Later.